# Stephen Full
Stephen Full este un actor american, cunoscut pentru interpretarea rolului Ash din serialul Sunt în formație. De asemenea a mai apărut și în serialul Hannah Montana, în rolul Director, și în iCarly. 

## Filmografie
- Sons of Thunder (1999) - Jackson
- A False Prophet (2003) - The Drug Addict
- Morton (2004) - The Detective
- To Slay a Giant (2004) - Wilson Billington
- 2 Dogs Inside (2006) - Jake
- Chapter Six Better Halves (2006) - Lowlife
- Heroes (2006) - Lowlife
- Murder Sings the Blues (2006) - Lawrence
- CSI: NY (2006) - Lawrence
- Rift and Separate (2006) - Guy
- The Game (2006) - Guy
- Resilience (2006) - Caleca's Brother
- Playing Chicken (2007) - Tall Guy
- Stone Dead (2007) - Desi
- Raines (2007) - Desi
- The Glowing Bones in The Old Stone House (2007) - Waiter
- Town Hall:Identity Politics (2007) - Jerry
- That's What Friends Are For? (2007) - Director

- Bones (2007) - Waiter
- Hannah Montana (2007) - Director
- ICarly (2008) - Customer
- I'm in the Band (2010) - prezent Ash